# ناقص واحد (فلم)
ناقص واحد فيلم مصري أنتج عام 1997.

## طاقم العمل

### أبطال الفيلم
- يونس شلبي
- عزيزة جميل
- عبد العزيز الحديدي
- أحمد أبو عبيه
- هاني عادل
- نسرين نهاد
- رضا عبد الواحد
- صالح العويل
- سامي أنور
- حسين أبو بكر
- أحمد الفضل
- شريف محمد مصطفى
- راضي غانم
- أحمد عزت
- حسني عبد الجليل
- محمد خيري
- محمد مندور
- كريم خالد
- سيد مصطفى
- صبري عبد المنعم
- عايدة رياض
- أحمد سعيد
- محمد عوض
- سلوى عثمان

### الإخراج
- سيمون صالح المخرج
- ملاك أندراوس مساعد مخرج

### مونتاج
- محمد الطباخ  (مونتير)
- حنان الشربيني (م. مونتاج)
- مارسيل صالح   (نيجاتيف)

### تصوير
- محمد خليل   (مدير التصوير)
- ماجدة الشربيني (م. مصور)

### الموسيقى
- هاني شنودة (الموسيقى التصويرية )

### فوتوغرافيا
- ميلاد عوض   (فوتوغرافيا )

### صوت
- إبراهيم عبدالحليم   (مكساج)
- سيد علي   (ريجيسير)